# Jelena Wassiljewna Sliwinskaja
Jelena Wassiljewna Sliwinskaja (russisch Елена Васильевна Сливинская, wiss. Transliteration Elena Vasil'evna Slivinskaja; * 9. Mai 1980 in Rostow am Don als  Jelena Wassiljewna Sergejewa) ist eine ehemalige russische Handballspielerin, die  sowohl für die russische Nationalmannschaft als auch für die russische Beachhandballnationalmannschaft auflief.

## Karriere
Sliwinskaja begann das Handballspielen im Alter von zehn Jahren an einer Schule in ihrer Geburtsstadt. Die Rückraumspielerin spielte für die zweite Mannschaft von Istotschnik Rostow und wechselte später zum russischen Erstligisten GK Rostselmasch Rostow, der sich im Jahr 2002 in GK Rostow am Don umbenannte. Nachdem Sliwinskaja im Dezember 2003 GK Rostow am Don verlassen hatte, schloss sie sich einen Monat später dem russischen Erstligisten KSK Lutsch Moskau an. Anderthalb Jahre später kehrte sie zum GK Rostow am Don zurück. Dort beendete sie nach der Saison 2018/19 ihre Karriere. Während ihrer Karriere gewann sie in den Jahren 2015, 2017, 2018 und 2019 die russische Meisterschaft sowie 2007, 2008, 2012, 2013, 2015, 2016, 2017, 2018 und 2019 den russischen Pokal.
Sliwinskaja gehörte dem Kader der russischen Nationalmannschaft an, mit der sie den vierten Platz bei der Europameisterschaft 2004 belegte und bei der Weltmeisterschaft 2005 die Goldmedaille gewann. Weiterhin lief Sliwinskaja für die russische Auswahl im Beachhandball auf, mit der sie bei der Beachhandball-Europameisterschaft 2002 die Goldmedaille und bei der Beachhandball-Europameisterschaft 2006 die Silbermedaille gewann.